# Mostafa Fathi
 Mostafa Fathi  (en árabe: مصطفى فتحى; Dacalia, 12 de mayo de 1994) es un futbolista egipcio que juega de centrocampista en el Pyramids F. C. de la Premier League de Egipto.

## Clubes
| Club                      | País           | Año       |
| ------------------------- | -------------- | --------- |
| Zamalek S. C.             | Egipto         | 2013-2022 |
| Al-Taawoun F. C. (cedido) | Arabia Saudita | 2017-2018 |
| Smouha S. C. (cedido)     | Egipto         | 2021      |
| Al-Taawoun F. C.          | Arabia Saudita | 2022-2023 |
| Pyramids F. C. (cedido)   | Egipto         | 2022-2023 |
| Pyramids F. C.            | Egipto         | 2023-     |

## Palmarés

### Títulos nacionales
| Título                   | Club          | País   | Año     |
| ------------------------ | ------------- | ------ | ------- |
| Copa de Egipto           | Zamalek S. C. | Egipto | 2013-14 |
| Copa de Egipto           | Zamalek S. C. | Egipto | 2014-15 |
| Premier League de Egipto | Zamalek S. C. | Egipto | 2014-15 |